# Judenrat
Judenrat, palavra alemã para "Conselho Judeu", eram a designação dos corpos administrativos que os alemães requisitaram que os judeus formassem em cada gueto do Governo Geral (Parte central da Polónia ocupada). 
Estes corpos de gerência eram obrigados a assegurar o governo geral do gueto, e situavam-se como intermediários entre os nazis e a comunidade judaica. Eles foram forçados pelos nazis a providenciar judeus como trabalho escravo e a assistir na deportação de judeus para campos de extermínio, durante o Holocausto. Aqueles que recusavam seguir as ordens, ou eram incapazes de cooperar totalmente, eram frequentemente cercados e assassinados ou deportados para os campos de extermínio. 